# 무구정광대다라니경
《무구정광대다라니경》(無垢淨光大陀羅尼經, T.1024) 또는 《다라니경》은 대승불교 경전의 하나이다.

## 문화재

### 대한민국의 국보
1966년 10월 13일 대한민국 경상북도 경주시 불국사 석가탑을 보수하기 위해 해체하다가 발견된 불교 경전의 8세기에 인쇄했던 목판본이다. 제2층 탑신부에 봉안되어 있던 금동제 사리외함(舍利外函)에서 다른 여러 사리장엄구(舍利莊嚴具)와 함께 나왔다. 이는 현존하는 목판 인쇄물로는 세계에서 가장 오래된 것이다. 현재 국보 126-6호로 지정되어 있다.

### 제작시기
본문 중에 중국 당나라 측천무후(則天武后)가 집권했을 때에만 사용되었던 무주제자가 발견되어, 불국사 삼층석탑이 중수되기 이전에 인쇄되었다고 인정된다. 704년에 다라니경이 산스크리트어에서 한문으로 번역되었고, 불국사가 세워진 것은 751년이기 때문에, 그 두 시기 사이에 제작된 것으로 추정된다. 1966년 당시에 묵서지편(墨書紙片)으로 알려진 종이 뭉치가 같이 발견되었다. 이 문서는 1988~89년에 보존 처리가 진행되었고, 1997~98년에 110쪽으로 분리하는 작업이 이뤄졌다. 이 중수기는 2005년과 2007년에 해석이 되면서, 무구정광대다라니경의 제작 연대 논란을 일으켰다.

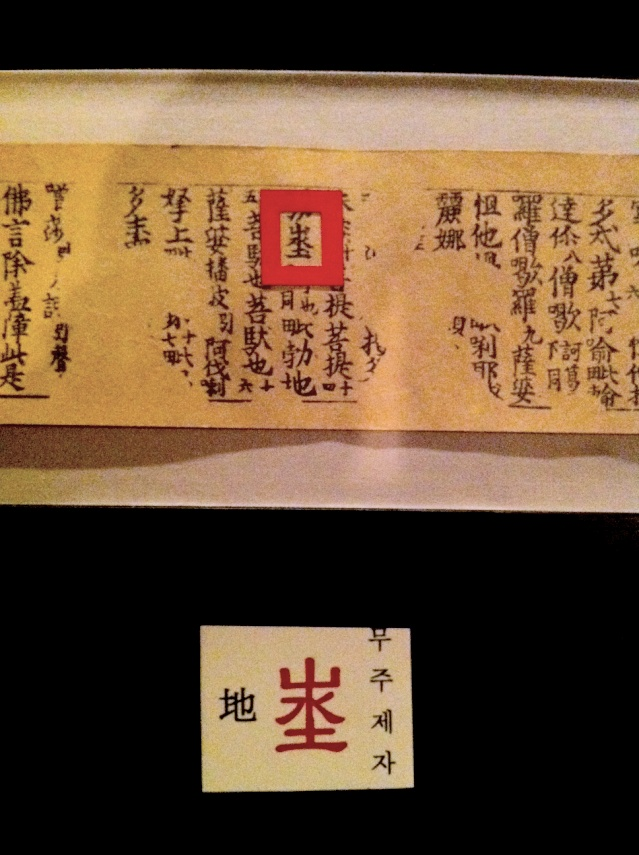
다라니경에 인쇄된 무주제자 중 한 글자.
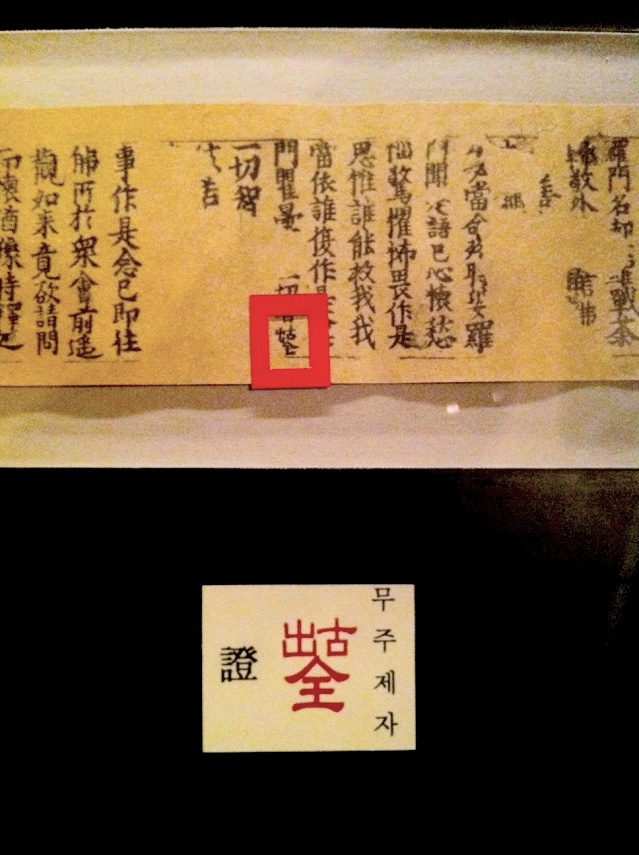
다라니경에 인쇄된 무주제자 중 한 글자.

## 같이 보기
- 직지심체요절 - 현존하는 세계 최고 (最古)의 금속 활자 인쇄물
- 합천 해인사 대장경판 - 현존하는 세계 최고(最古)의 대장경

## 참고 자료
- 무구정광대다라니경 - 국가유산청 국가유산포털
- 무구정광대다라니경 - 한국민족문화대백과사전